# Анаврита (дем Гревена)
Анаврита или Вреащино (на гръцки: Αναβρυτά; до 1927 година: Βραστόν, Врастон или Βράστινον, Врастинон) е село в Република Гърция, дем Гревена, област Западна Македония.

## География
Селото е разположено на 860 m надморска височина на 17 km западно от град Гревена, от лявата страна по горното течение на река Венетико, в подножието на източните разклонения на планината Пинд.

## История

### Етимология
Името Вреастино е от българското Брѣщино с обичайна графична замяна на б с β и предаване на ѣ с εα и на ш със σ.

### В Османската империя
В края на XIX век Вреащино е мюсюлманско гръкоезично село в западната част на Гребенската каза на Османската империя. Според статистиката на Васил Кънчов през 1900 година във Вреащино (Врашен) живеят 242 валахади (гръкоезични мюсюлмани).
Според статистика на Серфидженския санджак на гръцкото консулство в Еласона от 1904 година във Врастино (Βράστινο), Гревенска каза, живеят 500 валахади.

### В Гърция
През Балканската война в 1912 година в селото влизат гръцки части и след Междусъюзническата в 1913 година Вреащино остава в Гърция.
В 1924 година населението на селото е изселено в Турция по силата на Лозанския договор и на негово място са заселени 29 бежански семейства понтийски гърци бежанци от районите на Трапезунд и Самсун, Турция. В 1928 година селището е представено като изцяло бежанско с 29 семейства или 106 души.
През 1927 година името на селището е сменено на Анаврита.
Населетието намалява поради изселване в големите градове. Селяните гледат тютюн, жито и се занимават и със скотовъдство.
Основната селска църква „Свети Георги“ е издигната през 1955 година. По пътя в посока съседното село Калирахи (Вравонища) е параклисът „Свети Димитър“. Годишният селски събор се провежда на Духовден.
| Година    | 1913 | 1920 | 1928 | 1940 | 1951 | 1961 | 1971 | 1981 | 1991 | 2001 | 2011 | 2021 |
| --------- | ---- | ---- | ---- | ---- | ---- | ---- | ---- | ---- | ---- | ---- | ---- | ---- |
| Население | 254  | 212  | 125  | 179  | 138  | 158  | 63   | 55   | 40   | 43   | 23   | 18   |